# Conspiracy
Conspiracy (Завера) је четврти студијски албум данског хеви метал бенда Кинг Дајмонд издат 1989. године под окриљем издавачке куће Roadunner Records. Албум је продужетак приче из албума Them, о измишљеној легенди о Кингу и његовој ментално болесној баби. То је уједно и последњи албум који је бенд снимио у саставу са популарним бубњаром, Мики Дијем. Песма Cremation са овог албума појављује се 2009. године у видео-игри Brütal Legend. Оригинални омот плоче (свештеник на гробљу) Кинг Дајмонд лично није одобрио. Корејска верзија омота албума такође је цензурисана розим Кинг Дајмонд логом.

## Прича
У наставку албума Them, одрасли Кинг се враћа у кући Амона да заузме своје место као наследник куће. Међутим, нерасветљена питања о смрти његове сестре, умешаности његове мајке са његовим терапеутом, и његово сопствено лудило су све ствари које је тешко објаснити. Кинг се договорио са "Њих" (гласовима из куће који су слшаоцу познати само под тим називом) да ће им вратити контролу над кућом ако му дозволе да види своју, сада већ мртву сестру Миси, јер је веровао да она може да одговори на нека од неразјашњених питања. Договор је ступио на снагу и Миси се увече диже из гроба. Као дух, ипак, она не може да га спаси завере, али може да му да упозорење. Његова мајка и његов доктор су, међутим, у завери да се отарасе њега како би наследили кућу. Иако на крају мисле да су у томе успели, албум се завршава Кинговим обећањем да ће их из гроба вечно гонити у облику духа.

## Листа песама
1. - 	King Diamond	8:56
2. - 	King Diamond, Andy LaRocque	5:05
3. - 	King Diamond	4:22
4. - 	King Diamond, Andy LaRocque	6:12
5. - 	King Diamond	6:01
6. - 	King Diamond, Andy LaRocque	3:52
7. -	Andy LaRocque	2:07
8. - 	King Diamond, Andy LaRocque	5:21
9. - 	King Diamond	1:13
10. -	King Diamond	4:12

### Прерађене бонус песме
1. - 	King Diamond	7:18
2. - 	King Diamond	4:12

## Постава Бенда
- Кинг Дајмонд - вокал
- Енди Ла Рок - гитара
- Пит Блек - бас гитара
- Хал Патино - бубњеви